# Koath
Koath è una città dell'India di 15.809 abitanti, situata nel distretto di Rohtas, nello stato federato del Bihar. In base al numero di abitanti la città rientra nella classe IV (da 10.000 a 19.999 persone).

## Geografia fisica
La città è situata a 25° 19' 0 N e 84° 16' 0 E e ha un'altitudine di 72 m s.l.m..

## Società

### Evoluzione demografica
Al censimento del 2001 la popolazione di Koath assommava a 15.809 persone, delle quali 8.197 maschi e 7.612 femmine. I bambini di età inferiore o uguale ai sei anni assommavano a 2.926, dei quali 1.488 maschi e 1.438 femmine. Infine, coloro che erano in grado di saper almeno leggere e scrivere erano 7.639, dei quali 4.867 maschi e 2.772 femmine.